# Dowody zbrodni
Dowody zbrodni (tytuł oryginalny Cold Case) – amerykański kryminalny serial telewizyjny przedstawiający pracę grupy detektywów filadelfijskiego wydziału zabójstw zajmujących się rozwiązywaniem niewyjaśnionych zagadek z przeszłości. W skład zespołu wchodzą zajmująca w nim centralne miejsce detektyw Lilly Rush, jej partner Scotty Valens, porucznik John Stillman oraz detektywi Will Jeffries, Nick Vera i Kat Miller.
Premiera serialu miała miejsce 28 września 2003 na amerykańskim kanale telewizyjnym CBS. Łącznie zrealizowano 156 odcinków (7 serii), każdy z nich trwa około 42 minuty. W Polsce prawa do emisji zakupiła telewizja TVN, która emituje serial od 2005 roku. 18 maja 2010 roku telewizja CBS poinformowała, że seria została anulowana.

## Obsada
| Postać        | Grana przez      | Ranga              | Sezony | Sezony | Sezony | Sezony | Sezony | Sezony | Sezony |
| Postać        | Grana przez      | Ranga              | 1      | 2      | 3      | 4      | 5      | 6      | 7      |
| ------------- | ---------------- | ------------------ | ------ | ------ | ------ | ------ | ------ | ------ | ------ |
| Lilly Rush    | Kathryn Morris   | Starszy detektyw   | T      | T      | T      | T      | T      | T      | T      |
| Scotty Valens | Danny Pino       | Starszy detektyw   | T      | T      | T      | T      | T      | T      | T      |
| John Stillman | John Finn        | Porucznik komandor | T      | T      | T      | T      | T      | T      | T      |
| Will Jeffries | Thom Barry       | Starszy detektyw   | T      | T      | T      | T      | T      | T      | T      |
| Nick Vera     | Jeremy Ratchford | Starszy detektyw   | T      | T      | T      | T      | T      | T      | T      |
| Kat Miller    | Tracie Thoms     | Starszy detektyw   | N      | N      | T      | T      | T      | T      | T      |
| Chris Lassing | Justin Chambers  | Młodszy detektyw   | T      | N      | N      | N      | N      | N      | N      |
| Josie Sutton  | Sarah Brown      | Młodszy detektyw   | N      | N      | T      | N      | N      | N      | N      |

W rolach epizodycznych pojawili się m.in.: Silas Weir Mitchell, Bitsie Tulloch, David Giuntoli, Nestor Carbonell, Roddy Piper.

## Opis
W wydziale zabójstw filadelfijskiej policji powstał specjalny zespół detektywów, zajmujący się rozwiązywaniem niewyjaśnionych morderstw, popełnionych wiele lat temu. Jest to możliwe głównie dzięki bystrej i ambitnej detektyw Lilly Rush, która posiada niezwykły instynkt, pozwalający jej uzyskać prawdę o zbrodni sprzed lat. W trakcie przesłuchania potrafi się wcielić w rolę córki kobiety chorej na Alzheimera, maltretowanej żony, alkoholiczki czy kobiety, która dokonała aborcji. Ułatwia to świadkom zwierzanie się z najskrytszych tajemnic. Podczas dochodzenia detektywi wiedzą, jakie są konsekwencje odgrzebywania przeszłości: rodziny ofiar ponownie cierpią, a mordercy zaczynają się obawiać zdemaskowania. Najważniejsze jest jednak to, aby żadna ofiara nie została zapomniana i doczekała się sprawiedliwości.

## Muzyka
Motywem przewodnim występującym w czołówce „Dowodów zbrodni” jest utwór „Nara” duetu E.S. Posthumus, który został zmodyfikowany przez kompozytora Michaela A. Levine’a. W każdym odcinku serialu wykorzystuje się muzykę z roku, w którym toczy się rozpatrywana przez detektywów sprawa. Utwory nawiązują do pokazanych w odcinku retrospekcji. Niektóre odcinki zawierają muzykę tylko jednego artysty, takich jak: Bruce Springsteen, U2, Johnny Cash, Nirvana, John Mellencamp, Bob Dylan, Tim McGraw, Frank Sinatra, John Lennon oraz Pearl Jam – muzyka tego zespołu została wykorzystana w dwóch odcinkach finału sezonu szóstego. W dwóch odcinkach ścieżka dźwiękowa została zaczerpnięta z musicali „The Rocky Horror Picture Show” oraz „Kabaretu”.

## Oglądalność w Stanach Zjednoczonych
| Sezon | Czas | Premiera Sezonu     | Finał Sezonu | Sezon     | Ranking | Oglądalność (w milionach) |
| ----- | --- | ------------------- | ------------ | --------- | ------- | ------------------------- |
| 1     | Niedziela 20:00 | 28 września 2003    | 24 maja 2004 | 2003-2004 | #17     | 14,18                     |
| 2     | Niedziela 20:00 | 3 października 2004 | 22 maja 2005 | 2004-2005 | #17     | 15,10                     |
| 3     | Niedziela 20:00 | 25 września 2005    | 21 maja 2006 | 2005-2006 | #20     | 14,24                     |
| 4     | Niedziela 21:00 | 24 września 2006    | 6 maja 2007  | 2006-2007 | #19     | 13,98                     |
| 5     | Niedziela 21:00 | 23 września 2007    | 4 maja 2008  | 2007-2008 | #33     | 10,89                     |
| 6     | Niedziela 21:00 | 28 września 2008    | 10 maja 2009 | 2008–2009 | #23     | 12,00                     |
| 7     | Niedziela 22:00 (27 września – 15 listopada) Niedziela 21:00 (22 listopada – 17 stycznia) Niedziela 22:00 (14 lutego – 2 maja) | 27 września 2009    | 2 maja 2010  | 2009-2010 | #32     | 9,80                      |